# Nesticella caeca
Nesticella caeca (лат.) — вид пауков рода Nesticella из семейства Пауки-нестициды (Nesticidae). Китай.

## Этимология
Видовое название происходит от латинского слова «caecus» (слепой), относящегося к рудиментарным глазам.

## Распространение
Встречается в юго-восточной Азии: Китай (Гуйчжоу).

## Описание
Мелкие пауки, общая длина около 2,5 мм. Основная окраска желтоватая. Шесть мелких глаз, два передних срединных глаза AME отсутствуют, остальные сильно редуцированы. Этот вид сходен с N. gazuida, Самцы и самки Nesticella caeca легко отличимы от самок других видов, относящихся к группе Nesticella brevipes-group, за исключением N. gazuida, по рудиментарным глазам; дополнительные отличия можно найти в форме вентрального (Va) и дистального (Dp) отростков парацимбиума и эпиги-нального щитка. Nesticella caeca может быть отличима от N. gazuida по разной конфигурации оплодотворяющего (Fd) и копулятивного протоков (Cd) (более прямые, толстые и короткие у N. caeca, чем у N. gazuida). Вид был впервые описан в 2016 году энтомологами из Китая (Yu-Cheng Lin, Shu-Qiang Li, Southeast Asia Biodiversity Research Institute and Institute of Zoology, Китайская академия наук, Пекин) и Италии (Francesco Ballarin, Museo di Storia Naturale of Verona, Верона).